# 켄 데이비션
켄 더비티언(Ken Davitian, 1953년 6월 19일 ~ )은 미국의 배우이다.

## 출연 작품
- 겟 스마트 - 슈타커 역
- 디버티드 에덴 - 스코티 역